# Cossoine
Cossoine (topónimo en lengua sarda) es una localidad y comune italiana de la provincia de Sácer, región de Cerdeña, con 928 habitantes.

## Evolución demográfica
| Gráfica de evolución demográfica de Cossoine entre 1861 y 2001 |
|                                                                |
| Fuente ISTAT - elaboración gráfica de Wikipedia                |